# Cartoixa d'Escaladei
La Cartoixa de Santa Maria d'Escaladei fou fundada al segle xii per Alfons el Cast i fou el primer monestir cartoixà de la península Ibèrica, de la qual sorgiren les altres cartoixes catalanes. Els seus dominis van configurar el territori històric del Priorat, més reduïts que l'actual comarca del mateix nom. Està situada al llogaret d'Escaladei al terme municipal de la Morera de Montsant. La seva ubicació al peu del vessant sud de la serra de Montsant li dona un marc paisatgístic incomparable. La gestió d'aquest monument depèn de l'Àrea de Monuments i Jaciments de l'Agència Catalana de Patrimoni Cultural.

## Història

### Orígens

Escut d'Escaladei

La història d'Escaladei s'inicià el 1194 quan el rei Alfons el Cast, decidit a fundar un monestir cartoixà a Catalunya, es posà en contacte amb el Prior General de l'Orde. Després de fixar els acords precisos, arribaren els primers monjos provinents de la Cartoixa de Verna, a la Provença, als quals, segons la tradició, s'uniren alguns eremites de Montsant. Es van establir, en primer lloc i temporalment, a l'antic eremitori de Santa Maria de Poboleda, fins que vers el 1203, gràcies a les amplíssimes donacions del rei Pere el Catòlic, s'emplaçaren al lloc definitiu, al desert de la Vall de l'Oliver, cap l'interior de la serra.
Aquell mateix any, la reina Sança de Castella, també va fer tot un seguit de donacions als cartoixans que permeteren, en bona part, la construcció del nou monestir. Unes obres que no s'acabarien fins al 1228 amb l'erecció del Claustre Major i les dotze primeres cel·les, pels pares; l'església, el Claustre Menor, el refetor, la sala capitular i les dependències dels germans, així com també la Conreria uns metres més avall del monestir.
Aquesta primera construcció va estar determinada per l'orografia de la vall i per la necessitat de la comunitat de viure plenament en solitud i silenci. Per tant, un cop bastida l'església (amb orientació est-oest, i construïda amb carreus de gres vermell de la pedrera de les Coves Roges) van poder anar annexant al seu voltant la resta d'edificacions, necessàries per la seva vida, tot adaptant-se a la forma de la vall.
L'any 1215, el prior d'Escaladei Randulf, va rebre l'encàrrec de l'arquebisbe de Tarragona, Aspàrec de la Barca, de sortir del monestir a predicar contra l'heretgia càtara que s'estenia per Catalunya i Occitània. Gràcies a la gran tasca que feu Randulf i la seva comunitat, el 1217, el papa Honori III els confirmà els termes rebuts pel monestir i els acollí sota la protecció de la Santa Seu. De la mateixa manera, l'arquebisbe Aspàrec de la Barca, el 1218, els concedí, entre altres coses, tots els delmes i primícies que es recollien a les terres dels monjos, presents i futurs, i el dret de patronatge sobre totes les parròquies que posteriorment es creessin en el seu territori.
També l'any 1218, el rei Jaume el Conqueridor, ratificava les donacions fetes pel seu pare a la comunitat cartoixana d'Escaladei, acollia els monjos i els seus familiars, sota la seva protecció reial, i els concedia el terme de la Morera, amb tots els seus habitants i masos, afegint les masies d'Ermengol i de Gavaldà, i el molí de Joan Torner, amb tots els drets i jurisdiccions que el rei hi tenia. El 1219, el Capítol General de l'Orde confirmava totes aquestes donacions i per tant, Escaladei passava a disposar plenament de la senyoria d'aquests dominis. Fou en aquests moments, quan aquest territori començà a denominar-se «Priorat de la Cartoixa d'Escaladei».
En aquest context, sembla que no hi havia cap altra població que la Morera, tret de petites comunitats disperses en algunes granges. Els cartoixans necessitaven colonitzar el territori ja que el Priorat anava creixent, i també l'havien de cristianitzar per acabar amb la possible influència sarraïna que podés restar després de la caiguda de Siurana, el 1153.

El 1259, els cartoixans establien 11 colons a Gratallops; el 1261, 30 a Torroja, on ja hi havia una granja i el 1279, encara 20 més; el 1270, ho feien a Poboleda amb 10 pobladors; el 1286, a la Vilella Alta amb 11; i, el mateix any, a Montalt, terme que va ser abandonat al segle XIV. A més, el 1263 els cartoixans havien comprat la vila i terme de la vall de Porrera als monjos del monestir de Sant Vicenç de Garraf, acabant de configurar les primeres viles que van formar part del que avui es coneix com a Priorat històric.

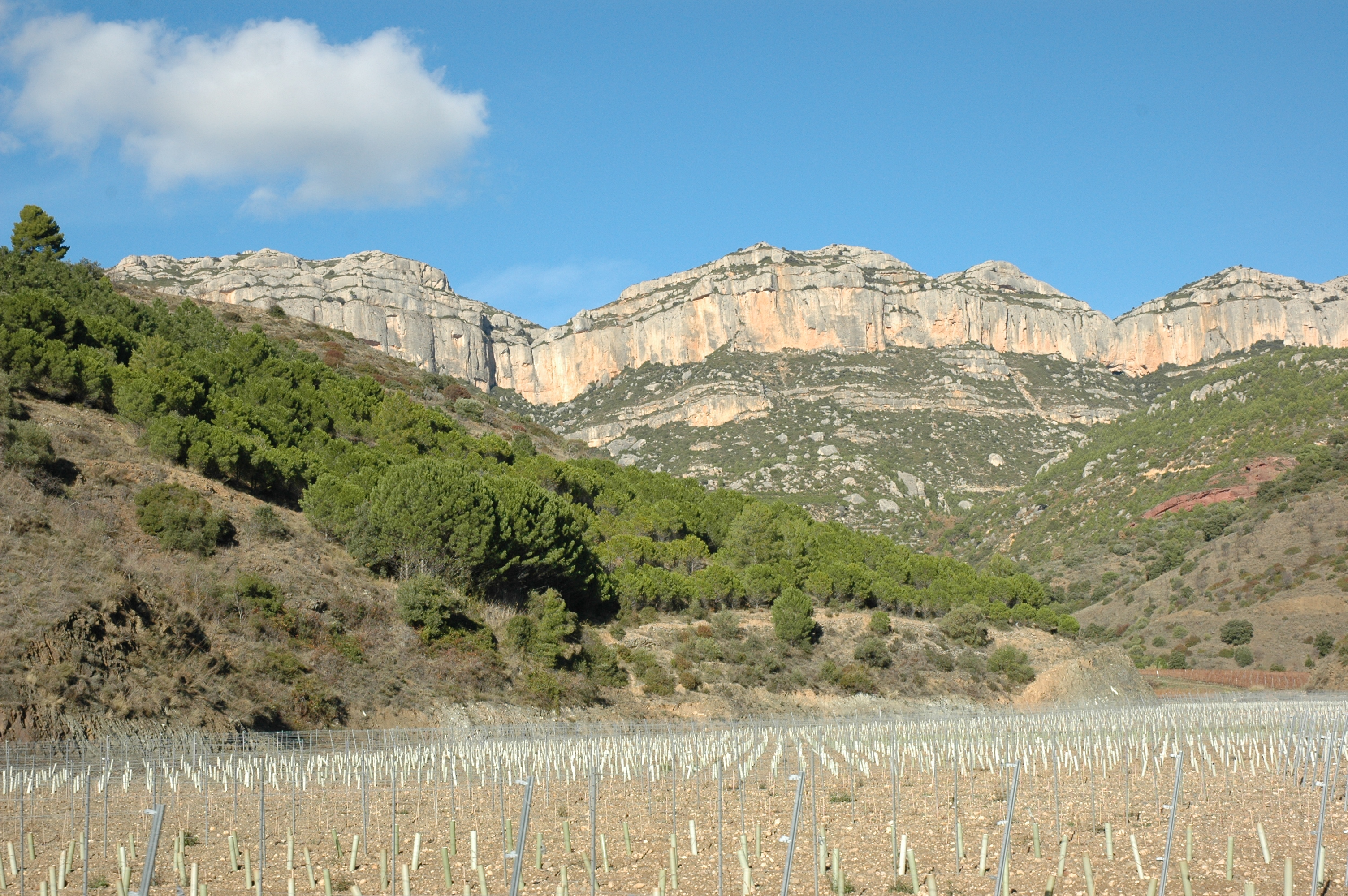
Les vinyes de la cartoixa amb la serra del Montsant al darrere

Els segles XIV i XV són considerats l'edat d'or de l'orde de la Cartoixa i és també el període de màxima construcció de nous monestirs en molts països: França, Espanya, Itàlia, Anglaterra, Àustria, Suïssa, Suècia, Alemanya, Bèlgica, Holanda, Polònia, Hongria i les antigues Txecoslovàquia i Iugoslàvia.
El 1332 el Capítol General de l'Orde va autoritzar que les cartoixes podessin tenir 24 cel·les, és a dir, es permetia que doblessin les seves capacitats degut a l'increment de sol·licituds d'ingrés. A Escaladei, l'any 1333, l'infant Joan d'Aragó, patriarca d'Alexandria, arquebisbe de Toledo i de Tarragona, gran devot dels cartoixans, va fer una destacable obra de mecenatge. Va dotar el monestir de les rendes suficients per a construir un segon claustre, anomenat El Patriarca en honor seu, amb 12 cel·les més. La darrera ampliació medieval es produí el 1403, quan Berenguer Gallard, senyor de Puigverd, feu edificar un tercer claustre que rebé el seu nom, amb les últimes 6 cel·les. D'aquesta manera, la Cartoixa d'Escaladei assolia el seu nombre màxim de monjos, 30.

### Esplendor
La Cartoixa d'Escaladei va ser un dels monestirs més importants de Catalunya. L'extens patrimoni englobava moltes possessions territorials, amb el domini directe sobre les seves viles i propietats rústiques, caps de bestiar, censos de tota mena i altres béns. Per aquest motiu, va ser considerada la cartoixa més rica de l'anomenada Província cartoixana de Catalunya (formada pels territoris d'Aragó, Catalunya, València i les Balears).
El Prior era el guia espiritual de la comunitat però també l'administrador de tots els béns temporals que posseïa el monestir. I, a partir de 1628, podia exercir justícia plena sobre els seus dominis després de comprar al comte de Prades, Enric d'Aragó-Cardona-Córdoba, el mer imperi. Els drets d'Escaladei no només s'estenien pel Priorat sinó també per altres pobles del bisbat de Tarragona, Barcelona, Lleida i Urgell, a més de les cases-procura de Barcelona, Tarragona, Lleida, Tortosa i Reus.
Els monjos van fer poblar i conrear els camps essent la gran protagonista l'explotació agrària. Entre els cultius s'hi trobaven els cereals (blat i ordi), la fruita (figues, panses, cireres, pomes...), els fruits secs (ametlles, avellanes, nous...), les verdures pròpies de l'horta, l'olivera, i la vinya amb l'elaboració de vins i licors. Cal destacar les explotacions ramaderes, doncs la cria de egües va ser molt important en determinats moments de la història econòmica del monestir, i l'explotació dels boscos; la creació de molins fariners i paperers, i forns de pa. Es dedicaren a la ferreria, la mineria, es criaren cucs de seda i fins i tot, el 1491, tingueren impremta.
Escaladei va participar activament en la fundació de les cartoixes de Sant Pol de Mar (1270) i Portacooeli (1272) a Serra, però també en d'altres de creació més tardana. Al segle XIV, es van fundar les cartoixes de Sant Jaume de Vallparadís a Terrassa (1345) amb monjos d'Escaladei, també Valldecrist a Castelló (1385) amb la participació prioratina, El Paular a Segòvia (1390) on hi anaren monjos d'Escaladei, així com a la Cartoixa de Valldemossa (1399). Les fundacions del segle XV foren Santa María de las Cuevas a Sevilla (1400), Santa Maria de Montalegre a Tiana (1415), Santa María de Aniago a Valladolid (1441) i Miraflores a Burgos (1442) amb la participació d'Escaladei, Nuestra Señora de la Defensión a Jerez de la Frontera (1476) i Cazalla de la Sierra en Sevilla (1479). A partir del segle XVI, l'expansió de la comunitat cartoixana es va frenar. Tot i així, es van fundar les cartoixes de Nuestra Señora de las Fuentes a Osca (1507), Aula Dei a Saragossa (1585), Ara Christi a València (1585) i l'efímera Ara Coeli a Lleida (1588). Finalment, al segle XVII només es fundaren la Immaculada Concepción a Saragossa (1634) i Viaceli a Oriola (1640) que no va estar habitada gaire temps.
Escaladei va patir etapes de dificultats. L'afectació de la pesta negra al Priorat l'any 1348 va ser molt important així com també tingueren conseqüències negatives per la zona, les guerres del rei Pere el Cerimoniós. El Cisma d'Occident, el Compromís de Casp i la Guerra civil catalana, la tornada de la pesta al 1530 i la Guerra de Successió, són exemples d'episodis polítics, religiosos i econòmics que van trencar amb la rutina cartoixana a Escaladei.
A finals del segle XVI o a l'entrada del segle xvii, moment de consolidació dels seus dominis temporals, amb una gran influència i prestigi, la Cartoixa d'Escaladei va iniciar una gran reforma arquitectònica. Possiblement, les obres s'iniciaren durant el priorat de Pere Aguiló, molt vinculat amb l'escola arquitectònica renaixentista del Camp de Tarragona. Un dels canvis destacables, fou la disposició dels dos grans claustres i les seves cel·les, de forma consecutiva quedant enfilats per un llarg corredor orientat de nord a sud. Cal destacar la construcció del sagrari, acabat vora el 1696, on hi intervingué Josep Juncosa, cosí del cartoixà Joaquim Juncosa, les obres del qual decoraven la Sala Capitular. Els dos, juntament amb fra Lluís Pascual i Ramon Berenguer, autor de la decoració del refetor, establiren l'Escola Pictòrica d'Escaladei, amb la qual la pintura catalana es va vincular amb la plàstica romana.

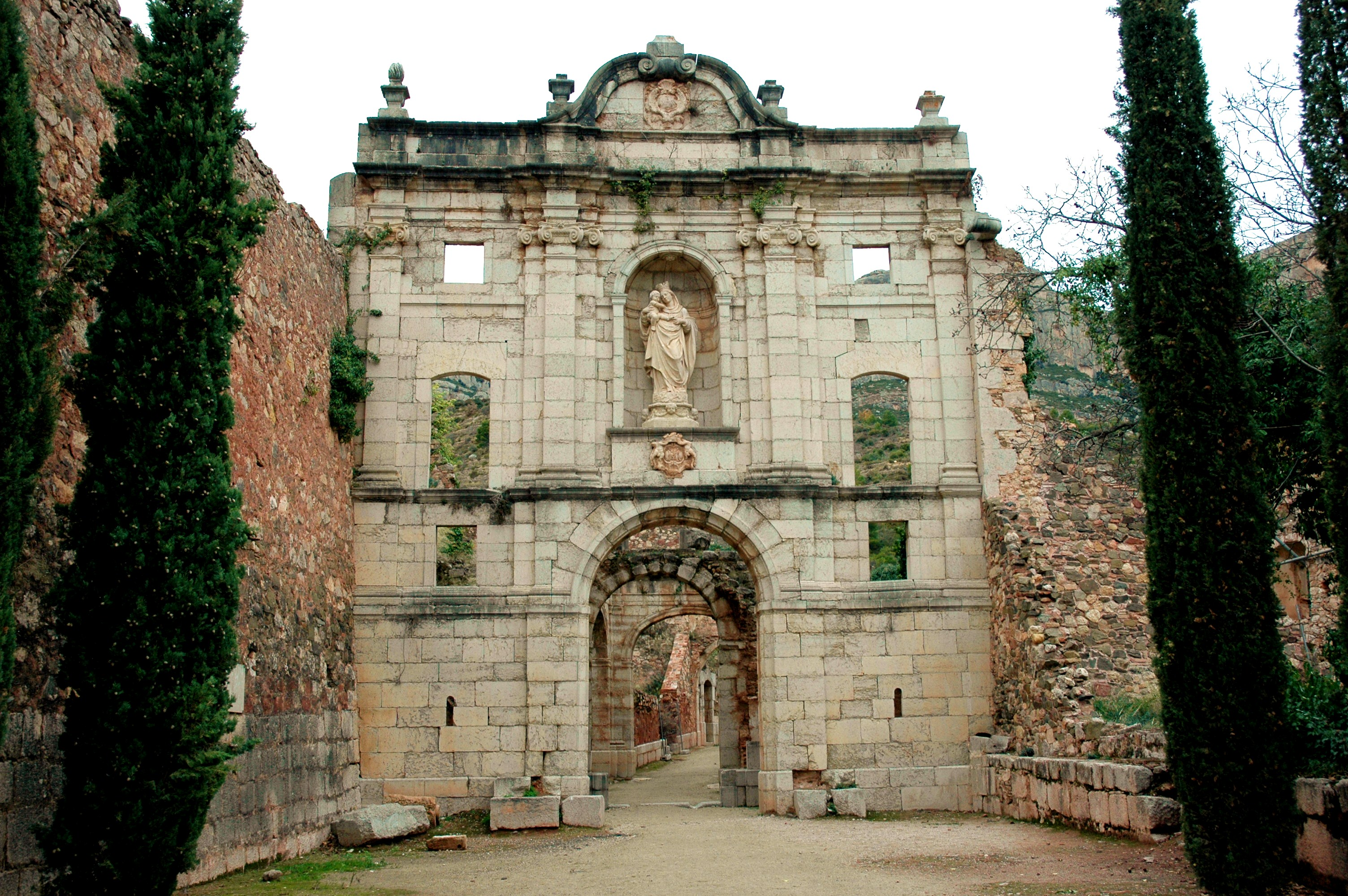
La façana neoclàssica que comunicava amb el segon recinte

### Desamortització, abandonament i recuperació

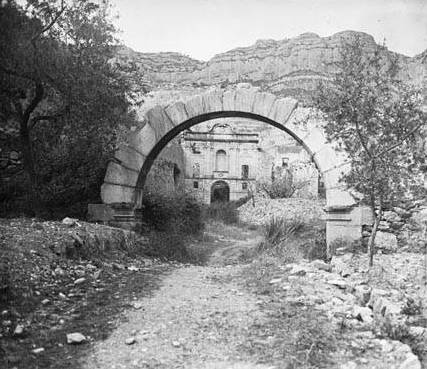
Arcada de la Cartoixa entre 1915 i 1930

La Cartoixa patí una primera exclaustració durant el Trienni Liberal (1820-1823) però les propietats els foren restituïdes amb la tornada al poder del rei Ferran VII. Uns anys més tard, pel Decret de Desamortització de Mendizábal de 1835, els monjos es veieren obligats a abandonar el monestir expropiats de les seves terres. S'endugueren tot el que pogueren però la seva famosa biblioteca es dispersà per tot el territori espanyol.
En molt poc temps, la majestuosa cartoixa, amb les seves cel·les, claustres, església i hostatgeria restà convertida en un munt de runes saquejada i incendiada pels veïns de la zona.
El 1843 tots els béns de la Cartoixa es vengueren en subhasta pública i passaren a mans privades. Les restes de l'antic monestir, es convertiren en espais agrícoles amb l'aprofitament del sistema hidràulic construït pels monjos. Finalment, el 1980, el conjunt era declarat Bé Cultural d'Interès Nacional, i el 1990, els propietaris cediren les restes del monestir al Departament de Cultura de la Generalitat de Catalunya, el qual va endegar un pla de rehabilitació i consolidació de les restes que encara resta en actiu avui en dia.
El 1992 va obrir les portes a la visita pública. L'any 1995 es va incorporar la figura de la Verge, Santa Maria d'Escaladei, a la façana neoclàssica que comunicava amb el segon recinte. L'any 1998, es va reconstruir minuciosament una cel·la, element clau de totes les cartoixes, i que permet comprendre com era la vida d'aquesta comunitat. De 2010 a 2013, es treballà en la restauració de la Zona Cenobítica (rehabilitant el Claustre Menor, el Refetor, el Capítol dels Llecs, i la Sala Capitular).
L'any 2020 van començar els treballs de restauració de l'Església de Santa Maria d'Escaladei i el seu Sagrari, treballs encara no finalitzats. El 2021, es va inaugurar la consolidació del Claustre Major així com la reconstrucció d'un fragment de la galeria meridional.
El 2024, l'església de la Cartoixa d'Escaladei va recuperar l'esplendor mercès a un projecte de recerca i rehabilitació que va permetre recuperar i restituir molts materials originals renaixentistes i descobrir tres capelles gòtiques de principi del segle xv coincidint amb la celebració dels 830 anys de la seva fundació. Les obres també van comportar la descoberta del paviment i recuperar nombrosos elements arquitectònics i decoratius de la zona de l'altar del temple original, com bocins de barana o mosaics, alguns enterrats sota 4 metres de runa.

## Espai de cultura
La Cartoixa d'Escaladei fou planter de monjos savis, com els teòlegs Joan de Torralba, Andreu Capella, bisbe d'Urgell, i Joan Valero; dels historiadors Josep Vallès, Narcís Pi; del famós farmacèutic Salvador Vilella; dels sants Lluís Telm, fundador de la cartoixa de Scala Coeli d'Évora a Portugal, i Joan Fort; i dels arquebisbes d'Arles i de Tarragona, Joan Prunera i Joan d'Aragó i d'Anjou, fill del rei Jaume el Just. Alguns dels seus monjos reberen veneració, encara que local, com el mateix Joan Fort o el místic Climent Riera.
Al segle xvii hi sorgí una notable escola de pintura religiosa al voltant d'Agustí Pujol i els cartoixans Joaquim Juncosa i Domadel, Pasqual Gaudí i Salvador Illa. Però tots els tresors artístics d'Escaladei s'han perdut. No hi ha cap indici de la sort que van córrer els treballs d'Agustí Pujol al Priorat, igual que no n'hi ha de les pintures de Pasqual i Juncosa que decoraven l'església i les estances del cenobi.
Diu la llegenda que el rei Alfons el Cast va decidir fer donació d'unes terres a l'Orde de la Cartoixa perquè hi construïssin un monestir. La casa mare envià uns monjos a cercar el lloc més adient a les seves necessitats. Durant la recerca trobaren un pastor que els explicà que en somnis veia uns àngels que pujaven al cel per unes escales repenjades a la soca del pi que hi havia al lloc on ell pasturava els seus ramats. Els monjos ho interpretaren com un senyal de Déu i allí mateix construïren un petit claustre que seria l'origen de la Cartoixa de Santa Maria d'Escaladei, que significa «escala cap a Déu».
Aquest indret tan majestuós estava reservat només per als homes, i aquest fet va ser l'inici d'una altra llegenda que es remunta al segle xv, quan la reina Maria de Castella, esposa d'Alfons el Magnànim, es va disfressar d'home per entrar a la cartoixa. Explica la història que, quan la comitiva ja s'acomiadava, el pare prior va dir al rei: «Sa Majestat, saludi la reina de part dels cartoixans d'Escaladei», i llavors ella es va treure el casc i va dir: «No fa falta».
El menjar blanc com a postres quaresmals va ser creat, o almenys popularitzat, per un monjo de la Cartoixa d'Escaladei, una vegada que els monjos van haver de servir un gran àpat durant la quaresma que havia de complir els preceptes de la vigília. A la cuina catalana medieval la versió dolça del menjar blanc eren unes postres adaptades a la Quaresma, una crema a la qual es treuen els ous i se substitueix la llet animal per llet d'ametlla.